# Johan Roelstraete
Johan Roelstraete (Brugge, 31 juli 1941 – Kortrijk, 26 juli 2024) was een Belgisch heemkundige, genealoog en heraldicus.
Zijn voornaamste realisaties heeft hij gedaan:
- als voorzitter van het Heraldisch College van de Familiekunde Vlaanderen;
- als bestuurslid van Familiekunde Vlaanderen (FV), erevoorzitter FV West-Vlaanderen, redactielid van Vlaamse Stam;
- als auteur van genealogische handboeken en familiegeschiedenissen;
- als voorzitter van de heemkundige kring Langs d'Heuleboorden;
- als hoofdredacteur van het boek Heule 1111-2011.

## Levensloop
Johan Roelstraete werd geboren in Brugge maar groeide op in Heule. Zijn moeder, Joanna Vandenabeele, was afkomstig uit Brugge, zijn vader Pieter Roelstraete was afkomstig van Lauwe en kwam uit een muzikale familie. Roelstraete deed zijn middelbare studies aan het Kortrijkse Sint-Amandscollege waar hij in 1960 de Latijn-wetenschappelijke richting beëindigde. Hij was actief als leider in de Heulse KSA.
Hij volgde het regentaat moedertaal-geschiedenis aan het Sint-Thomasinstituut in Brussel. Hij begon zijn loopbaan in 1962 in de Dienst Ontwikkelingssamenwerking. Hij gaf les in Kolwezi en in Kisenge (Kongo) van 1962 tot 1966. Terug in België werd hij leraar Nederlands en geschiedenis in het Sint-Amandscollege in Kortrijk. Hij gaf er ook 'stadsexploratie' en was hoofdredacteur van de Collegekrant. Van 1987 tot 1993 was hij als gedetacheerd leraar verbonden aan de educatieve dienst van het Rijksarchief Kortrijk.

## Genealogie
Roelstraete begon in 1967 met genealogische opzoekingen. In 1971 verscheen zijn eerste werk De voorouders van Stijn Streuvels. In 1981 De familie Dugardyn alias van den Bogaerde.
Hij werd regionaal secretaris van Familiekunde Vlaanderen (FV) in de regio Kortrijk in 1973 en voorzitter in 2006. Na het samengaan van de afdelingen Roeselare en Kortrijk werd hij regionaal ondervoorzitter van Familiekunde Vlaanderen, regio Mandel-Leie. De talrijke lessen en voordrachten over familiekunde resulteerden in verschillende handboeken. Hij is sinds 1980 tevens redactielid van het tijdschrift Vlaamse Stam, samen met Prof. dr. Maarten Larmuseau.

## Heraldiek
Hij werd opgenomen in het 'Heraldisch College' van de FV en werd in 1989 secretaris-penningmeester. Hij werkte hier vooral samen met Ernest Warlop, van wie hij de knepen van het vak leerde.
In 2001 werd hij voorzitter van het Heraldisch College. Hij stelde mee de blazoeneringen op en schreef de inleidingen op de wapenboeken. Hij was ook bestuurslid (1980- ) en secretaris van het Centrum voor Geschiedenis en Heraldiek in Handzame (1984-2014).

## Heemkunde
Naast de familiegeschiedenis ging zijn interesse uit naar de lokale geschiedenis. In 1981 werd de Proeve eener geschiedenis der gemeente Heule heruitgegeven. Het betrof een werkje dat in 1889 werd geschreven en uitgegeven door de Heulenaar Ivo Van Steenkiste.
Roelstraete richtte samen met Noël Maes en André Goudsmedt de Heemkundige kring 'Langs d'Heuleboorden' op. In het tijdschrift Heulespiegel publiceerde hij talrijke bijdragen. Dit voorbereidend werk resulteerde in het lijvige standaardwerk voor Heule, Heule 1111-2011.

## Andere activiteiten
- In 1985 werd hij gediplomeerd stadsgids bij de West-Vlaamse Gidsenkring. In de West-Vlaamse Gidsenkring Kortrijk 1964-2004 klom hij mee in de pen voor enkele bijdragen.
- In 1999 werd hij lid van het Vlaams Centrum voor Volkscultuur (VCV) in Brussel en in 2008 bestuurslid van Faro, Vlaams steunpunt voor cultureel erfgoed.
- Hij was ook lid in Kortrijk van de bibliotheekcommissie (tot 2007) en van de straatnamencommissie (tot 2009).
- Hij is bestuurslid van de Herman Roelstraetestichting.
- Hij is ridder (1971) en bestuurslid (1977) van de Orde van 't Manneke uit de Mane.

## Publicaties
- De voorouders van Stijn Streuvels, Handzame, Familia et Patria, 1971.
- De familie Dugardyn weleer du Gardin alias van den Bogaerde 1345-1981, Brugge, 1981.
- Handleiding voor genealogisch onderzoek in Vlaanderen,Roeselare, 1992; Izegem, 1998, ISBN 90-804305-1-X.
- Landelijk leven en hoevengids Groot Kortrijk. Deel 6 Heule. Inleiding: Heule, landelijk leven, Tielt, 1994.
- Het geslacht van Steenkiste, 600 jaar Zuid-West-Vlaamse familiegeschiedenis, Heule, 2003.
- Je stamboom, je familiegeschiedenis. Stap voor stap, Davidsfonds, Leuven, 2006, ISBN 90-5826-395-9.
- Heule 1111-2011 (red.), Heemkundige kring, Heule, 2011, ISBN 9789081812306.
- Het ABC van de genealogie, FARO Vlaams steunpunt voor cultureel erfgoed, Brussel, ISBN 9789089920102.
- De familie Steverlynck. Tien generaties familiegeschiedenis (1600-1900), Kortrijk, 2013.
- Wegwijs in de wereld van de heraldiek (handboek cursus, 1999 & 2015).
- Hou de straete in ’t midden. 700 jaar familiegeschiedenis. Van van der Houfstrate tot Roelstraete (onuitgegeven, Heule, 2015).

Artikelen in de volgende tijdschriften:
Heulespiegel; Vlaamse Stam; Heraldicum disputationes; 't Stamboompje, Zuid- en Midden-Westvlaams VVF-krantje (redacteur); Nord Généalogie; Iepers Kwartier; De Leiegouw; Jaarboek van de Franse Nederlanden; De Gaverstreke; Monumenten en Landschappen in Zuid-West-Vlaanderen; De Gids (Kortrijkse Gidsenkring).
Bijdragen in: Liber memorialis Leo Vanackere (1980); Gedenkboek Michiel Mispelon (1982); Vriendenboek Valère Arickx (2001); Inleidingen op de Wapenboeken van het Heraldisch College (2005 en volgende jaren).